# Mercabarna (metropolitana di Barcellona)
Mercabarna è una stazione della Linea 9 Sud della metropolitana di Barcellona entrata in servizio il 12 febbraio 2016.
Secondo le previsioni iniziali, la stazione avrebbe dovuto entrare in servizio nel 2007 ma ritardi realizzativi e problemi economici ne hanno posticipato l'inaugurazione al 2016, con il resto della tratta sud della Linea 9.